# Röd piphare
Röd piphare (Ochotona rutila) är en däggdjursart som först beskrevs av Nikolaj Severtsov 1873.  Ochotona rutila ingår i släktet Ochotona och familjen pipharar. IUCN kategoriserar arten globalt som livskraftig. Inga underarter finns listade.

## Utseende
Hela kroppslängden varierar mellan 19,5 och 23 cm. Arten har under sommaren en roströd päls på ovansidan med gul till ljus kanelbrun skugga på kroppens sidor. Undersidan är vitaktig eller lite rosa. Det förekommer en bredare gul krage och ett rostrött tvärstreck på bröstet. Vinterpälsen har en askgrå färg med några svartbruna fläckar. Liksom andra pipharar som ofta söker skydd i taluskon har Ochotona rutila långa morrhår men framtassarnas klor är inte lika bra utvecklade som hos pipharar som gräver underjordiska bon.

## Utbredning och habitat
Pipharen förekommer i centrala Asien i Kirgizistan, Tadzjikistan samt angränsande delar av Kazakstan, Uzbekistan och Kina. Arten vistas främst på öppna ängar och är huvudsakligen aktiv på morgonen och sena kvällen.

## Ekologi
Oftast lever ett föräldrapar med sina ungar ihop. Honor kan ha två kullar per år med cirka fyra ungar per kull. Fortplantningstiden sträcker sig över våren och sommaren. Ungarna är vid födelsen blinda och döva. De öppnar hörselgångarna efter cirka 9 dagar och ögonen efter 13 till 14 dagar. Efter 20 dagar börjar ungarna vara självständig. De kan para sig efter första vintern men bara 22 procent av alla ungar lever fram till nästa vår. Under goda förhållanden kan röd piphare leva tre år.
Boet är en naturlig hålighet mellan stenar eller klippor. Bon av olika familjer har vanligen 50 till 100 meter avstånd från varandra. Individerna är vanligen aktiva på morgonen och på eftermiddagen, de vilar under dagens hetaste timmar. Arten är även slö under kalla vinterdagar men den håller ingen vinterdvala.
Liksom flera andra pipharar samlar arten gröna växtdelar i högar för att torka dem. Höet är en viktig matkälla under vintern. Förutom hö äter denna piphare gräs, örter, bark, blad och blommor. Röd piphare är inte lika högljudd som andra pipharar, den saknar till exempel ett tydligt varningsrop.
Alla rovdjur och rovfåglar som förekommer i samma region är potentiella fiender för arten. Pipharen gömmer sig vid fara under stenar. Arten vistas nästan hela livet i skyddet av taluskonet och den går inte längre ut än 2 meter på angränsande öppna ängar.